# Carangoides hedlandensis
Carangoides hedlandensis és un peix teleosti de la família dels caràngids i de l'ordre dels perciformes.

## Morfologia
Pot arribar als 32 cm de llargària total.

## Distribució geogràfica
Es troba des de les costes de Durban (Sud-àfrica) fins a les de Seychelles, Japó, el Mar d'Arafura, Austràlia i Samoa.